# Temnostethus gracilis

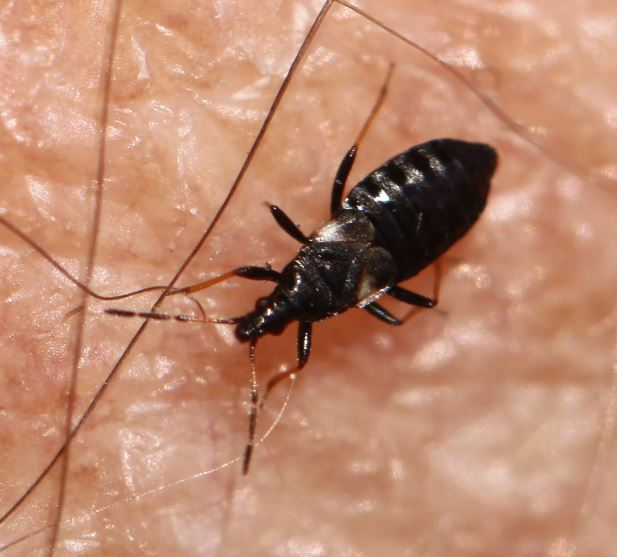

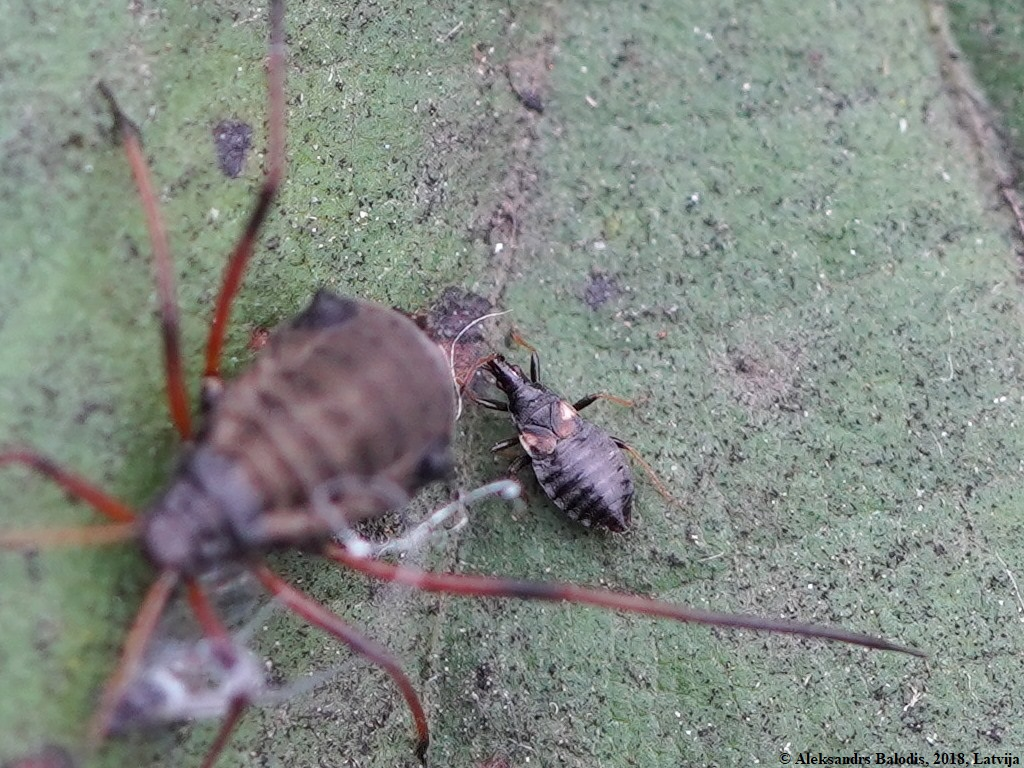

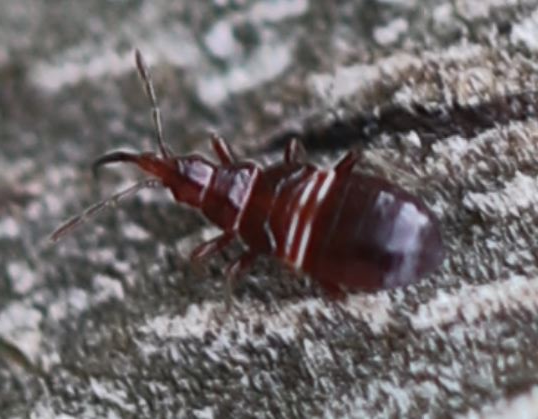
Möglicherweise vorletztes Nymphenstadium

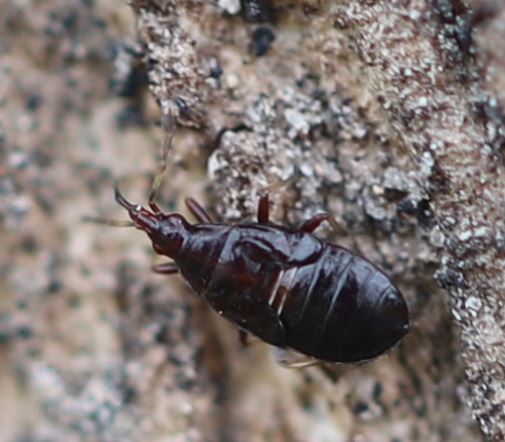
Letztes Nymphenstadium

Temnostethus gracilis ist eine Wanze aus der Familie der Blumenwanzen (Anthocoridae).

## Merkmale
Die Wanzen werden 2,3 bis 2,6 Millimeter lang. Sie haben wie die meisten Vertreter ihrer Gattung zurückgebildete (brachyptere) Flügel, es gibt jedoch bei beiden Geschlechtern auch Exemplare mit voll entwickelten (makropteren) Flügeln.  Man kann die Art anhand dem schmalen vorderen Kragen und den zurückgebogenen Seiten des Pronotums erkennen. Die Hemielytren sind komplett glänzend und einschließlich der Membranen zu großen Teilen braun gefärbt. Der mittlere Teil des zweiten Fühlerglieds ist heller gefärbt als die übrigen Fühler, die überwiegend dunkelbraun sind.

## Verbreitung und Lebensraum
Die Art ist in Europa, mit Ausnahme der Mittelmeerländer verbreitet und kommt östlich bis nach Sibirien und in den Kaukasus vor. Sie wurde durch den Menschen in Kanada eingeschleppt. In Deutschland ist sie weit verbreitet und auch in den hohen Lagen der Mittelgebirge verbreitet. Im Norden sind sie häufiger als im Süden. In Österreich ist die Art selten.

## Lebensweise
Die Tiere leben auf der Rinde verschiedener Laubbäume, sowohl auf solchen, die dicht mit Flechten und Moosen bewachsen sind, als auch auf solchen, die ganz glatt sind, wie etwa junge Rotbuchen (Fagus sylvatica), Gemeine Eschen (Fraxinus excelsior) oder Espen (Populus tremula). Sie leben räuberisch von Blattläusen, Blattflöhen, Staubläusen und Milben, aber auch von anderen kleinen Gliederfüßern. Sie werden von Ameisen auf den Stämmen geduldet. Die Imagines kann man fast das ganze Jahr über antreffen, die Nymphen im Mai und Juni. Die Imagines der neuen Generation treten ab Juni auf. Die Überwinterung erfolgt als Imago, wobei die Paarung noch davor stattfindet und sich die Embryos in den Eiern noch im Winter innerhalb der Ovarien der Weibchen entwickeln. Pro Jahr wird eine Generation ausgebildet.

## Belege